# Slavko Bralić
Slavko Bralić (sinh 15 tháng 12 năm 1992) là một hậu vệ bóng đá Croatia, hiện tại thi đấu cho Siroki Brijeg ở Premier League BH .